# Ebrulf
Ebrulf – imię męskie pochodzenia germańskiego, złożone z członów eber- // ebur- ("dzik, odyniec") i -wolf // -wulf ("wilk"). Istnieje dwóch świętych o tym imieniu. 
Ebrulf imieniny obchodzi 29 grudnia.